# ونچورا (نیومکزیکو)
ونچورا (به انگلیسی: Ventura) یک منطقهٔ مسکونی در ایالات متحده آمریکا است که در شهرستان لونا، نیومکزیکو واقع شده‌است. ونچورا ۴۶۸ نفر جمعیت دارد و ۱٬۲۹۹٫۰۷ متر بالاتر از سطح دریا واقع شده‌است.